# Lluís Bordas i Munt
Lluís Bordas i Munt, spanisch auch Luis Bordás y Munt (* 1798 in Barcelona; † 1875 ebenda) war ein katalanisch-spanischer Sprachwissenschaftler.
Bordas war ab 1862 Professor für Sprachen an  der Real Casa de la Lonja und an der Escuela de Nobles Artes in Barcelona. Er ist Autor einer Grammatik des Italienischen (1824), einer Lateinischen Grammatik nach der Methode des modernen Sprachenlernens (1833), der Sprachlehrwerke Arte de hablar bien el francés (1848, Die Kunst, gut Französisch zu sprechen) und El inglés sin maestro (1848, Englisch ohne Sprachlehrer) und einer Materialsammlung zum Thema Die Übersetzung aus dem Katalanischen ins Spanische (1857). Bordas redigierte zusammen mit Joan Cortada i Sala und Miquel Anton Martí i Cortada das Diccionari quintilingüe, das fünfsprachige Wörterbuch (Katalanisch-Spanisch-Lateinisch-Französisch-Italienisch), das 1839 in der ersten und von 1842 bis 1848 in einer zweiten Auflage erschienen ist. Er schrieb in dem Werk Hechos históricos memorables acaecidos en España desde la última enfermedad de Fernando VII (1846, Historische und bemerkenswerte Tatsachen aus Spanien seit der letzten Krankheit von Ferdinand VII) über den 1. Karlistenkrieg.